# 또 다른 사람 만나서
《또 다른 사람 만나서》는 가수 유신의 싱글 앨범이다. 아인스 디지털이 이 음반의 배급을 담당하였다.

## 수록곡
1. 또 다른 사람 만나서
2. 미치도록
3. 또 다른 사람 만나서(연주곡)
4. 미치도록(연주곡)